# Ummagumma
Ummagumma es el cuarto álbum de estudio y segundo disco conceptual de la banda de Rock Progresivo Pink Floyd, lanzado al mercado como álbum doble el 25 de octubre de 1969 en el Reino Unido. El primero es un disco en directo, y el segundo es un disco en estudio, en el que cada integrante compuso un tema solista. El título del disco proviene supuestamente de una palabra utilizada por estudiantes en Cambridge que significa "tener sexo".

## Contexto
El disco en directo es una muestra de la capacidad de Pink Floyd de llevar a la experiencia de música en tiempo real, el juego de sensaciones y ambientes. Las canciones en vivo difieren de sus versiones en estudio. El primer tema, "Astronomy Domine" pertenece al disco The Piper at the Gates of Dawn; "Careful with that Axe, Eugene", es el lado B del sencillo "Point Me at the Sky", editado en 1968; "Set the Controls for the Heart of the Sun" y "A Saucerful of Secrets" pertenecen al disco A Saucerful of Secrets.
El disco en estudio explota todos los recursos posibles de la psicodelia y la locura llevando al oyente a un universo de sensaciones y climas extraños. Desarrollado a partir de ideas y trabajos personales de cada integrante de la banda, comienza con "Sysyphus", tema de Richard Wright, en el que predomina la psicodelia en los solos de piano y teclado. Este tema toma como referencia el mito de Sísifo. A continuación vienen las canciones de Roger Waters: una llamada "Grantchester Meadows", que es una tranquila canción de folk, y en la otra "Several Species of Small Furry Animals Gathered Together in a Cave and Grooving with a Pict" en la que no se utilizaron instrumentos sino voces a diferentes velocidades. La siguiente canción, "The Narrow Way" es de David Gilmour y consta de tres partes con tres géneros distintos cada una: blues, rock psicodélico y progresivo. La última, "The Grand Vizier's Garden Party" es de Nick Mason y está compuesta de solos de batería y otros efectos, con solos de flauta interpretados por la esposa de Nick Mason, al principio y al final.

## Grabación y edición
El disco en vivo fue grabado el 27 de abril de 1969, en Mother's Club, Birmingham; y el 2 de mayo de 1969, en el Manchester College of Commerce, Mánchester. Fue producido por Pink Floyd. El ingeniero de sonido fue Brian Humpries.
El disco en estudio fue grabado entre abril y junio de 1969, en los Estudios Abbey Road. Fue producido por Norman Smith. El ingeniero de sonido fue Peter Mew.
Originalmente el álbum contendría un solo disco, pero luego se decidió anexarle las grabaciones en vivo. La banda había grabado una versión en vivo de "Interstellar Overdrive", con intenciones de editarla en el disco en vivo, pero fue dejada fuera.
El disco fue editado en LP el 25 de octubre de 1969 en Reino Unido, y el 10 de noviembre en Estados Unidos. Es el primer disco de la banda editado a través del sello Harvest. Alcanzó el #5 en las listas de Reino Unido, y el #74 en Estados Unidos, fue certificado disco de oro en Estados Unidos en febrero de 1974 y disco de platino en marzo de 1994. Fue editado en disco compacto en 1987, y una edición remasterizada digitalmente fue editada en 1994 en Reino Unido y en 1995 en Estados Unidos. 
La tapa del LP editado en Estados Unidos es distinta a la original (británica). En la tapa original, se puede ver un LP del disco de la película Gigi apoyado en la pared. En la edición de Estados Unidos ha sido borrada la imagen y el disco está en blanco, debido a cuestiones de derechos de autor.
En las ediciones en disco compacto no hay diferencia.
La tapa del disco en vivo está basada en una idea de Nick Mason, en la que el equipo de la banda está dispuesto de forma simétrica en la ruta. La edición en disco compacto de 1994, cuenta con un póster de la portada del disco.

## Lista de temas

### Álbum en directo
1. "Astronomy Domine" (Barrett) 8:31

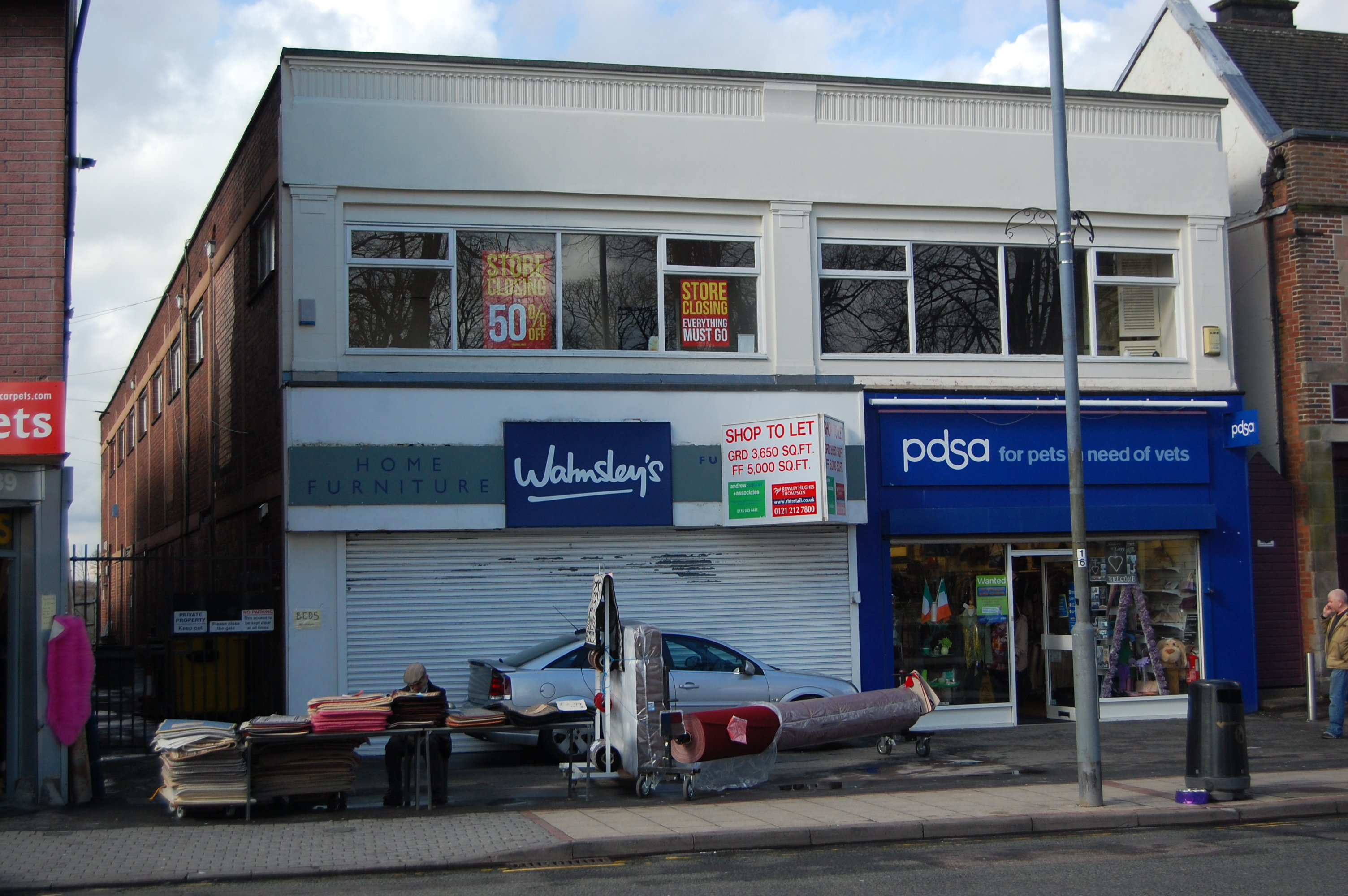

2. "Careful With That Axe, Eugene" (Waters, Wright, Mason, Gilmour) 8:50
3. "Set The Controls For The Heart Of The Sun" (Waters) 9:12
4. "A Saucerful of Secrets" (Waters, Wright, Mason, Gilmour) 12:49

### Álbum de estudio
1. "Sysyphus, Part 1" (Wright) 1:08
2. "Sysyphus, Part 2" (Wright) 3:28
3. "Sysyphus, Part 3" (Wright) 1:48
4. "Sysyphus, Part 4" (Wright) 6:59

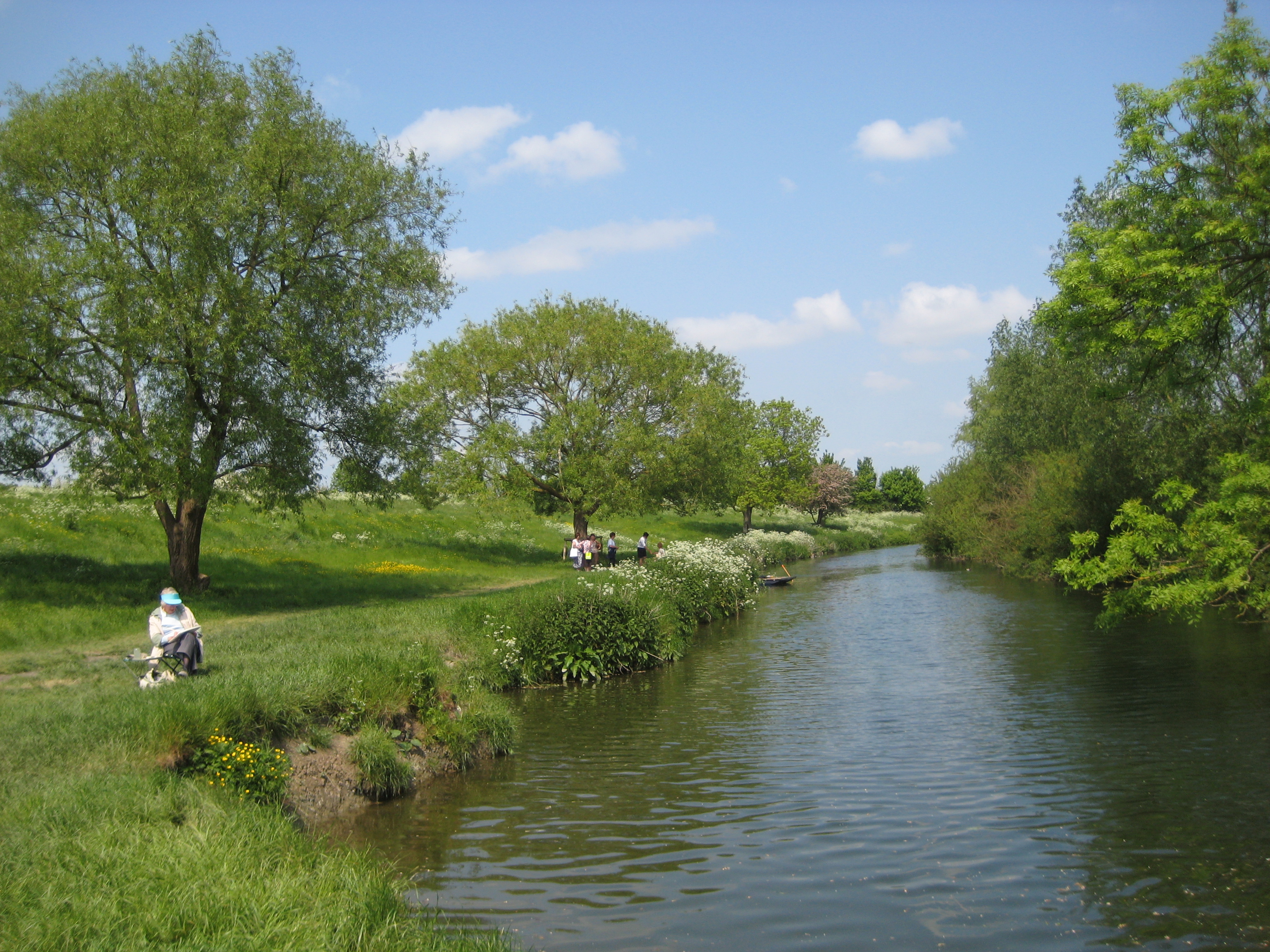
El río Cam en Grantchester.

5. "Grantchester Meadows" (Waters) 7:28
6. "Several Species of Small Furry Animals Gathered Together in a Cave and Grooving with a Pict" (Waters) 4:57
7. "The Narrow Way, Part 1" (Gilmour) 3:29
8. "The Narrow Way, Part 2" (Gilmour) 2:50
9. "The Narrow Way, Part 3" (Gilmour) 5:58
10. "The Grand Vizier's Garden Party, Part 1: Entrance" (Mason) 0:59
11. "The Grand Vizier's Garden Party, Part 2: Entertainment" (Mason) 7:06
12. "The Grand Vizier's Garden Party, Part 3: Exit" (Mason) 0:40

## Créditos

### Músicos
- Richard Wright : voces, piano, melotrón, órgano. En "Sysyphus": todos los instrumentos y tratamientos de cinta.
- Roger Waters : bajo, voces. En "Grantchester Meadows": voz, guitarra acústica, cimbales, tambor, gong, efectos ambientales de cinta. En "Several Species of Small Furry Animals Gathered Together in a Cave and Grooving with a Pict": voces y efectos de cinta.
- David Gilmour : voces, guitarra acústica, guitarra eléctrica, guitarra slide. En "The Narrow Way": voz, guitarras, bajo, piano, órgano, melotrón, percusión, sintetizador VCS3.
- Nick Mason : batería y percusión. En "The Grand Vizier's Garden Party": todos los instrumentos excepto la flauta.

Otros participantes
- Storm Thorgerson : pasos al final de "Grantchester Meadows".
- Lindy Mason (esposa de Nick Mason) : flauta en "The Grand Vizier's Garden Party", Partes I y III.
- Ron Geesin : voces adicionales en "Several Species of Small Furry Animals Gathered Together in a Cave and Grooving with a Pict"

### Producción
- Diseño de portada y fotografía: Hipgnosis.

Disco en estudio:
- Producción artística: Norman Smith.
- Ingeniero de sonido: Peter Mew.

Disco en directo:
- Producción artística: Pink Floyd.
- Ingeniero de sonido: Brian Humpries.

Edición en disco compacto:
- Remasterizado supervisado por James Guthrie.
- Remasterizado digitalmente por Doug Sax en The Mastering Lab, Los Ángeles.
- Diseño interior: Storm Thorgerson y Jon Crossland.